# Sampeyrepas
De Sampeyrepas (Italiaans: Colle di Sampeyre) is een 2284 meter hoge bergpas in de Cottische Alpen. De pas vormt de verbinding tussen Sampeyre in het Valle Varaita en Stroppo in het Valle Maira.
Zoals vele paswegen in dit gebied is ook de Sampeyrepas in eerste instantie aangelegd vanuit militair oogpunt. Later is de weg opgengesteld voor alle verkeer en geasfalteerd. In 2003 kreeg de weg een opknapbeurt zodat deze kon worden opgenomen in het schema van de Giro d'Italia.
Vanuit de dalen leiden drie wegen omhoog naar de pashoogte. Vanuit Sampeyre een kronkelende smalle weg over de helling van de dichtbeboste Monte Nebin. Van de twee wegen die omhooggaan vanuit het Valle Maira is de route die voert door de smalle kloof van het Vallone d'Elva het spectaculairst maar geenszins eenvoudig. Een gemakkelijker alternatief biedt de iets langere weg die begint in het dorp Stroppo.

## Afbeeldingen

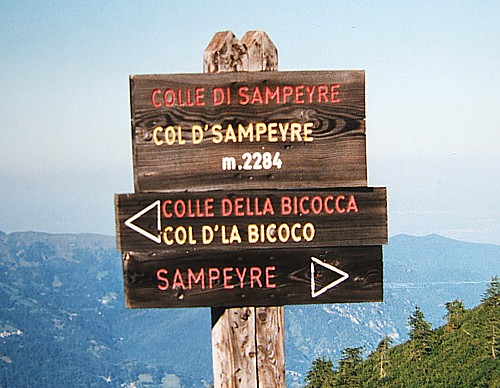
De pashoogte

Agnello · Aprica · Assietta · Baremone · Brenner · Brocon · Cadibona · Capannelle · Campolongo · Costalunga · Croce Dominii · Cuvignone · Duran · Esischie · Falzarego · Fauniera · Fedaia · Finestre · Forcola di Livigno · Foscagno · Gardena · Gavia · Giau · Giogo di Bala · Grote Sint-Bernhard · Jaufen · Joux · Kleine Sint-Bernhard · Lavaze · Leonessa · Lombarda · Maddalena · Manghen · Maniva · Mendel · Montgenèvre · Mont-Cenis · Monte Cristo · Mortirolo · Nigra · Nivolet · Penser Joch · Platigliolepas · Pfitscherjoch · Plöcken · Pordoi · Pratoriscio · Predil · Presolana · Reschen · Rolle · Sampeyre · San Carlo · San Marco · San Pellegrino · San Zeno · Scale · Sella · Sestriere · Sommeiller · Splügen · Staller Sattel · Staulanza · Stelvio · Tenda · Timmelsjoch · Tonale · Tre Croci · Tremalzo · Umbrail · Val Bighera · Valcavera · Valles · Valparola · Via del Sale · Vivione · Würz